# Francisco de Sá Carneiro
Francisco Manuel Lumbrales de Sá Carneiro (19. juli 1934, Porto - 4. december 1980, Camarate), var en portugisisk politiker for Portugals Socialdemokratiske Parti, og premierminister i Portugal i en periode på elleve måneder indtil hans død i et flystyrt i 1980.
Han levede fra 1970 sammen med den danske forlægger Snu Seidenfaden i et papirløst ægteskab. Parret omkom sammen i et flystyrt den 4. december 1980. Kort efter takeoff fra Lissabon Lufthavn styrtede flyet, et Cessna 421, ned i en bygning i Camarate, Loures. Flyet var på vej til Porto, hvor premierministeren skulle vise sin støtte til præsidentkandidaten António Soares Carneiro (de er ikke beslægtede). Det er stadig uklart, trods 8 gennemførte undersøgelser, hvorvidt der var tale om en ulykke eller et attentat. For nylig har en af Carneiros tidligere bodyguards stået frem og hævdet, at flyet var bevidst saboteret af en person, der var blevet bestukket, men har samtidig afvist at udpege eventuelle bagmænd.